# Le mille e una notte (film 1940)
Le mille e una notte (Gül Baba) è un film del 1940, diretto da Kálmán Nádasdy. Si basa sull'operetta Gül Baba, composta da Jenő Huszka su libretto di Ferenc Martos.
Il titolo originario richiama il tema del film, che racconta la storia del derviscio Gül Baba, che visse l'ultimo tempo della sua vita e morì a Buda nel 1541 appena conquistata dagli eserciti della "Sublime Porta".

## Trama
Ungheria, periodo del dominio turco.
Uno studente entra nel giardino di un suo nemico molto ricco per tentare di rubargli il tesoro.
Ma viene scoperto, catturato e condannato alla pena capitale; tuttavia riesce a fuggire grazie all'aiuto della figlia del nobiluomo, perdutamente innamorata di lui.

## Produzione
Il film fu prodotto dalla Magyar Írók Filmje RT.
Le coreografie del film furono affidate a Anna Misley.

## Distribuzione
Nel settembre 1940, il film - che era già uscito nelle sale ungheresi l'11 aprile 1940 - fu presentato in concorso alla Mostra di Venezia.
Venne poi distribuito anche negli USA (25 ottobre 1940), in Finlandia (con il titolo Tuhat ja yksi yötä il 5 settembre 1943), in Svezia, dopo la fine della guerra, il 15 marzo 1946, con il titolo En natt i harem.